# Штейншлейгер, Вольф Бенционович
Вольф Бенционович Штейншле́йгер (1918—2013) — советский радиофизик.

## Биография
Родился 5 октября 1918 года в Проскурове (ныне Хмельницкий, Украина) в еврейской семье. В 1939 году окончил радиотехнический факультет МЭИ. Доктор технических наук (1963), профессор (1968), член-корреспондент АН СССР с 1987 года.
В 1941—1943 годах работал в Уфе на государственном производственно-экспериментальном институте НКЭП СССР. Работал над созданием систем шифрования для телеграфной (аппаратура «Москва») и телефонной связи. С 1945 года он был сотрудником Института приборостроения в Москве, научным руководителем и главным конструктором ряда разработок, главным научным сотрудником (с 1991). Одновременно преподавал в МГУ имени М. В. Ломоносова (1950—1954), МФТИ (1963—1968), Московском институте электронного машиностроения (1968—1974).
Его основные научные интересы были связаны с разработкой квантовых парамагнитных усилителей (мазеров) сверхвысоких частот и с физикой радиолокации. Разработанные под его руководством мазеры резко повысили чувствительность радиотелескопов и приёмных систем дальней космической связи, с помощью которых были открыты спектральные линии космического радиоизлучения водорода в сантиметровом и миллиметровом диапазонах длин волн. Учёный является автором свыше 150 научных статей, 50 изобретений, монографий «Явления взаимодействия волн в электромагнитных резонаторах» (1955), «Квантовые усилители СВЧ» (1971).
Умер 10 апреля 2013 года. Похоронен в Москве на Востряковском кладбище (участок № 37).

## Семья
Родители — Бенцион Вольфович Штейншлейгер (1880—1963) и Сарра Фроимовна Штейншлейгер (1882—1921). Братья — Борис Бенционович Штейншлейгер (1905—1986); доктор экономических наук Соломон Бенционович (Борисович) Штейншлейгер (1907—1997), профессор Всероссийского заочного финансово-экономического института.

## Награды и премии
- Сталинская премия третьей степени (1951) — за разработку новой аппаратуры
- Государственная премия СССР (1976) — за разработку гаммы высокочувствительных квантовых усилителей и их внедрение в системы дальней космической связи и радиоастрономию